# Prekorin-6A sintaza (deacetilacija)
Prekorin-6A sintaza (deacetilacija) (EC 2.1.1.152, prekorin-6X sintaza (deacetilacija), CobF) je enzim sa sistematskim imenom S-adenozil--metionin:prekorin-5 1-metiltransferaza (deacetilacija). Ovaj enzim katalizuje sledeću hemijsku reakciju
-adenozil--metionin + prekorin-5 + H2O {\displaystyle \rightleftharpoons } -adenozil-L-homocistein + prekorin-6A + acetat
U aerobnoj biosintezi kobalamina, četiri enzima učestvuju u konverziji prekorina 3A i prekorin 6A. Prva četiri koraka izvodi enzim EC 1.14.13.83, prekorin-3B sintaza (CobG), i formira prekorin-3B. Tome slede tri reakcije metilacije, kojima se uvodi metil grupa u C-17 (CobJ; EC 2.1.1.131), C-11 (CobM; EC 2.1.1.133) i C-1 (CobF; EC 2.1.1.152) poziciji makrociklusa, čime se formira prekorin-4, prekorin-5 i prekorin-6A, respektivno.

## Literatura
- Nicholas C. Price; Lewis Stevens (1999). Fundamentals of Enzymology: The Cell and Molecular Biology of Catalytic Proteins (Third изд.). USA: Oxford University Press. ISBN 019850229X.
- Eric J. Toone (2006). Advances in Enzymology and Related Areas of Molecular Biology, Protein Evolution (Volume 75 изд.). Wiley-Interscience. ISBN 0471205036.
- Branden C; Tooze J. Introduction to Protein Structure. New York, NY: Garland Publishing. ISBN 0-8153-2305-0.
- Irwin H. Segel. Enzyme Kinetics: Behavior and Analysis of Rapid Equilibrium and Steady-State Enzyme Systems (Book 44 изд.). Wiley Classics Library. ISBN 0471303097.

## Spoljašnje veze
- Precorrin-6A+synthase+(deacetylating) на 